# Parque Nacional Desembarco del Granma
Desembarco del Granma é um parque nacional no sudeste de Cuba, na província de Granma. O parque foi chamado com o nome do iate Granma no qual Fidel Castro, Che Guevara, Raúl Castro, Camilo Cienfuegos e 78 dos seus apoiantes navegaram do México até Cuba em 1956 para iniciar a Revolução Cubana. O parque foi estabelecido em 1986 e atualmente ocupa 261.80 km². Entre as várias espécies de animais que o parque abriga destacam-se espécies como a Starnoenas cyanocephala, o manatim, a tartaruga-cabeçuda ou a tartaruga-verde.

## Ver Também
- O Iate Granma, que aportou aqui com Fidel Castro, Che Guevara e Raúl Castro.

## Ligações Externas
- Unesco - Parque Nacional Desembarco del Granma